# Samtse körzet
Samtse  egyike Bhután 20 körzetének. A fővárosa Samchi.

## Földrajz
Az ország nyugati részén található.

## Gewog-ok
- Bara
- Biru
- Charghary
- Chengmari
- Denchukha
- Dorokha
- Dungtoe
- Ghumauney
- Lehereni
- Mayona
- Nainital
- Pagli
- Samtse
- Sipsu
- Tading
- Tendu

## Történelem
A körzet a múltban ritkán lakott volt. Alacsonyan fekvő területei idegenek voltak a hegyekhez szokott bhutániaknak, féltek a trópusi betegségektől. A 20. század elejétől kezdve megindult az erdőirtás és benépesült a vidék.
Él itt egy kicsi, mintegy 2500 fős etnikum. Angol átírásban Lhop vagy Doya a népi nevük. Bhutáni hagyomány szerint ők őslakosok a hegyekből leereszkedő nepáli eredetű népekhez képest.